# 尚赛
尚赛（法語：Chançay，法語發音：[ʃɑ̃sɛ] ⓘ）是法国安德尔-卢瓦尔省的一个市镇，属于图尔区。

## 地理
尚赛（47°27'8"N, 0°52'25"E）面积15.04 平方千米，位于法国中央-卢瓦尔河谷大区安德尔-卢瓦尔省，该省份为法国中西部省份，北起萨尔特省、东北接卢瓦-谢尔省，东南接安德尔省，南至维埃纳省，西临曼恩-卢瓦尔省。
与尚赛接壤的市镇（或旧市镇、城区）包括：纳泽勒-内格龙、努瓦宰、勒尼、布雷讷河畔韦尔努。

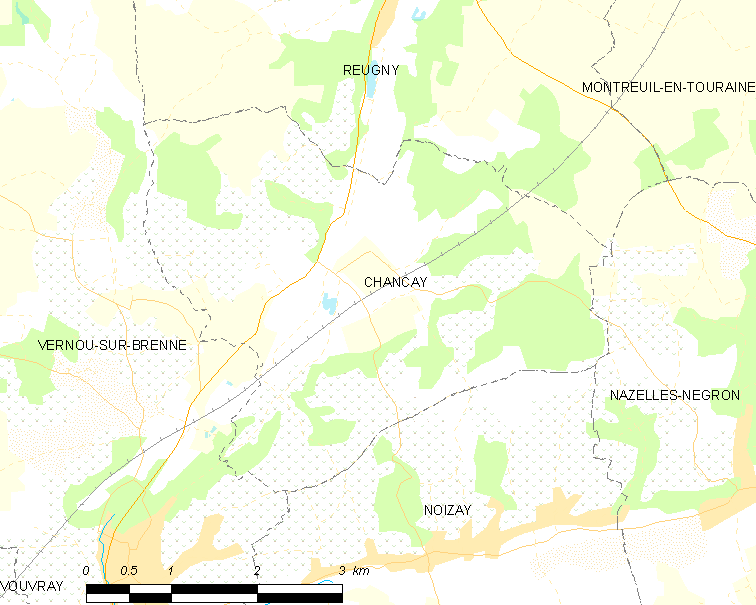
尚赛的OSM定位图

尚赛的时区为UTC+01:00、UTC+02:00（夏令时）。

## 行政
尚赛的邮政编码为37210，INSEE市镇编码为37052。

## 政治
尚赛所属的省级选区为武夫赖县。

## 人口

1962-2008年间尚赛人口变化图示

尚赛于2022年1月1日时的人口数量为1123人。